# San Luigi Gonzaga (Castiglione delle Stiviere)

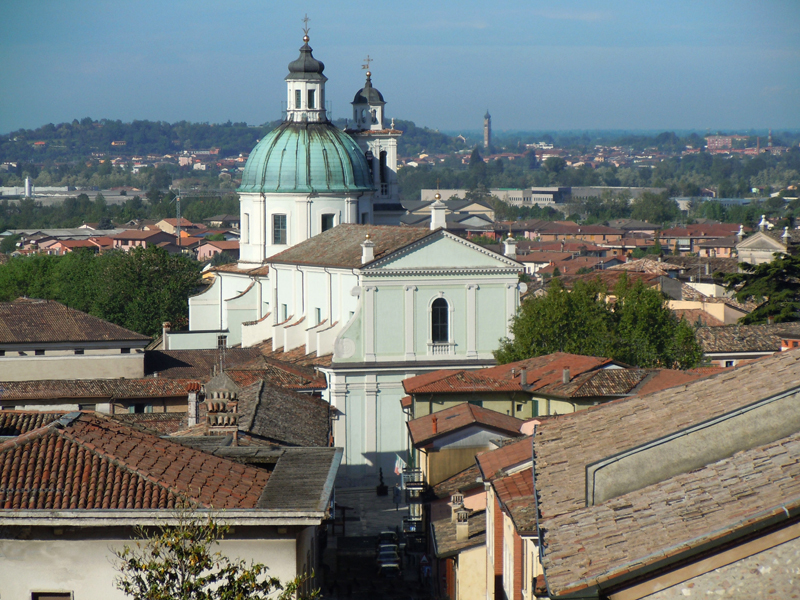
Basilika

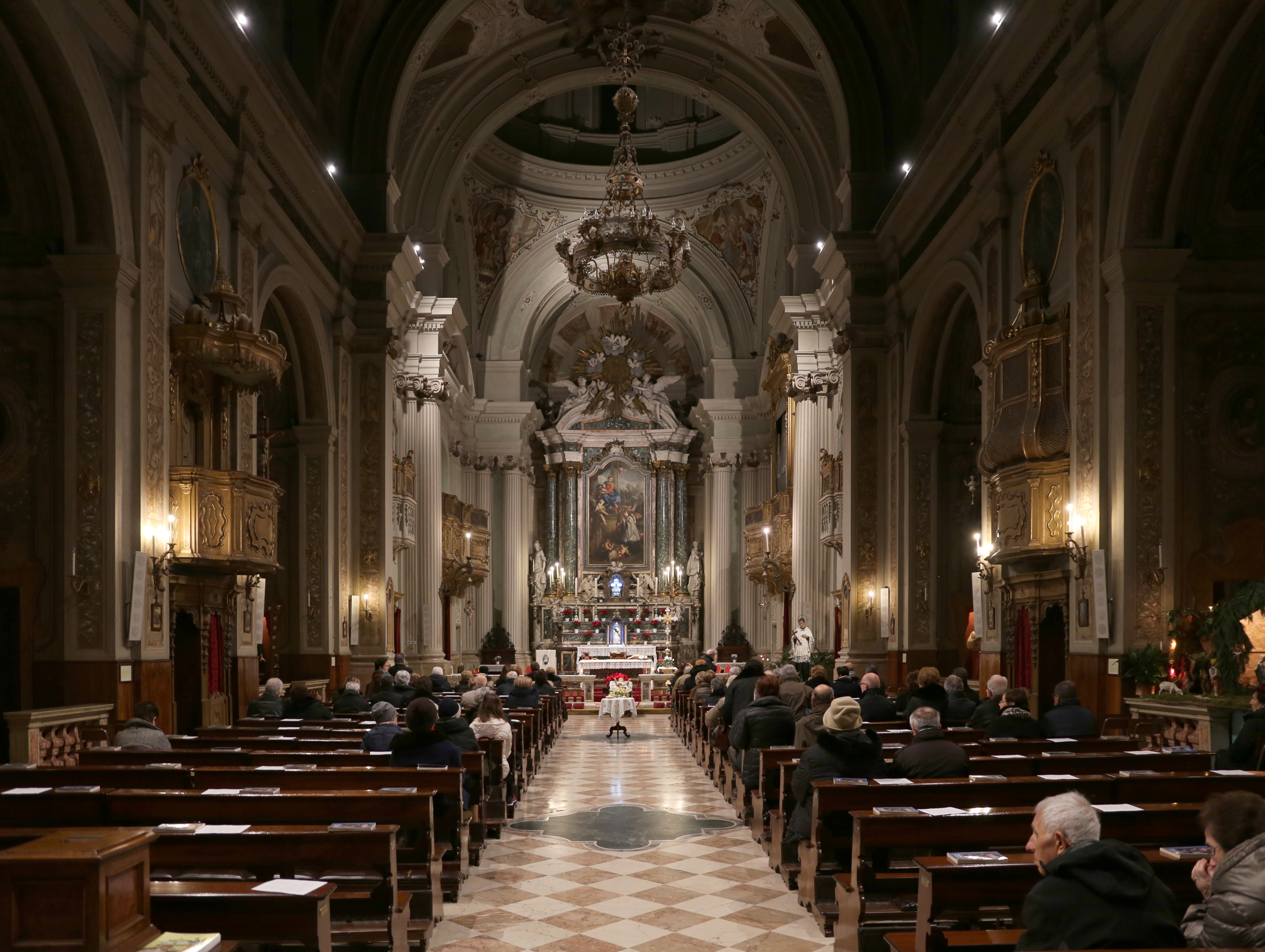
Innenraum

Die Basilika San Luigi Gonzaga ist eine Kirche in Castiglione delle Stiviere in der Lombardei, Italien. Die Kirche des Bistums Mantua ist dem in der Stadt geborenen und heiliggesprochenen Jesuiten Aloisius von Gonzaga gewidmet und trägt den Titel einer Basilica minor.

## Geschichte
Die Kirche wurde 1608 im Auftrag von Graf Francesco Giovanni Gonzaga erbaut und im folgenden Jahrhundert nach Entwürfen des Jesuiten Luca Bienni di Salò fertiggestellt. Anlässlich der Heiligsprechung des Kirchenpatrons erhielt die Kirche 1727 nach Plänen des Architekten Paolo Soratini eine Kuppel.
Im April 1964 erhob Papst Paul VI. die Kirche in den Rang einer Basilica minor. Papst Johannes Paul II. betete 1991 anlässlich seines Pastoralbesuchs in der Basilika.

## Architektur
Die Kirche wurde im Barockstil in Anlehnung an die Kirche des Il Gesù in Rom entworfen. Die Fassade mit der Marmorveranda wird durch ionische und toskanische Pilaster gestaltet, bereichert durch zwei seitliche Medaillons aus weißem Marmor, durch ein einzelnes Lanzettenfenster mit zentraler Balustrade und abgeschlossen durch das Tympanon. Der Glockenturm auf der rechten Seite des Chors ist ebenfalls im Barockstil gehalten.
Der Innenraum ist im Geiste der Dekrete des Konzils von Trient einschiffig und wird von einem Tonnengewölbe überspannt, angefügt sind sechs Seitenkapellen. Die Kuppel auf dem zylindrischen Tambour trägt über der Laterne ein Kreuz auf einer Kugel.

## Ausstattung
Hinter einer Marmorbalustrade steht im Chor der spätbarocke Hochaltar von Paolo Soratino aus dem Jahr 1761, reich ausgestattet mit Marmor, Skulpturen und architektonischen Elementen. Auf dem Hochaltar wird in einer Urne der Schädel des Heiligen aufbewahrt. Darüber stellt das Altarbild des Veroneser Malers Antonio Balestra aus dem 18. Jahrhundert den Heiligen beim Gebet vor der Jungfrau Maria dar. An der rechten Wand des Chors befindet sich die 1794 von Gerolamo Bonato gebaute Orgel.
In der Mitte des Tonnengewölbes stellt eine Tempera des Malers Martinenghi aus dem Jahr 1891 den Heiligen dar. Weiterhin stellt ein Fresko des Veroneser Malers Giorgio Anselmi aus dem Jahr 1740 den Ruhm des Heiligen dar.
In den ausgestatteten Seitenaltären werden unter anderem weitere Heilige des Jesuitenordens, Stanislaus Kostka, Franz Xaver  und Ignatius von Loyola, verehrt. In einer Seitenkapelle ruhen die Leichname der Cynthia, Olimpia und Gridonia Gonzaga, Nichten des Kirchenpatrons und Gründerinnen des Ordens der Jungfrauen Jesu.